# Tempel der Kirche Jesu Christi der Heiligen der Letzten Tage

Errichtung neuer HLT-Tempel; sie erreichte ihren Höhepunkt im Jahr 2000. Seit März 2016 gibt es 150 benutzte Tempel.

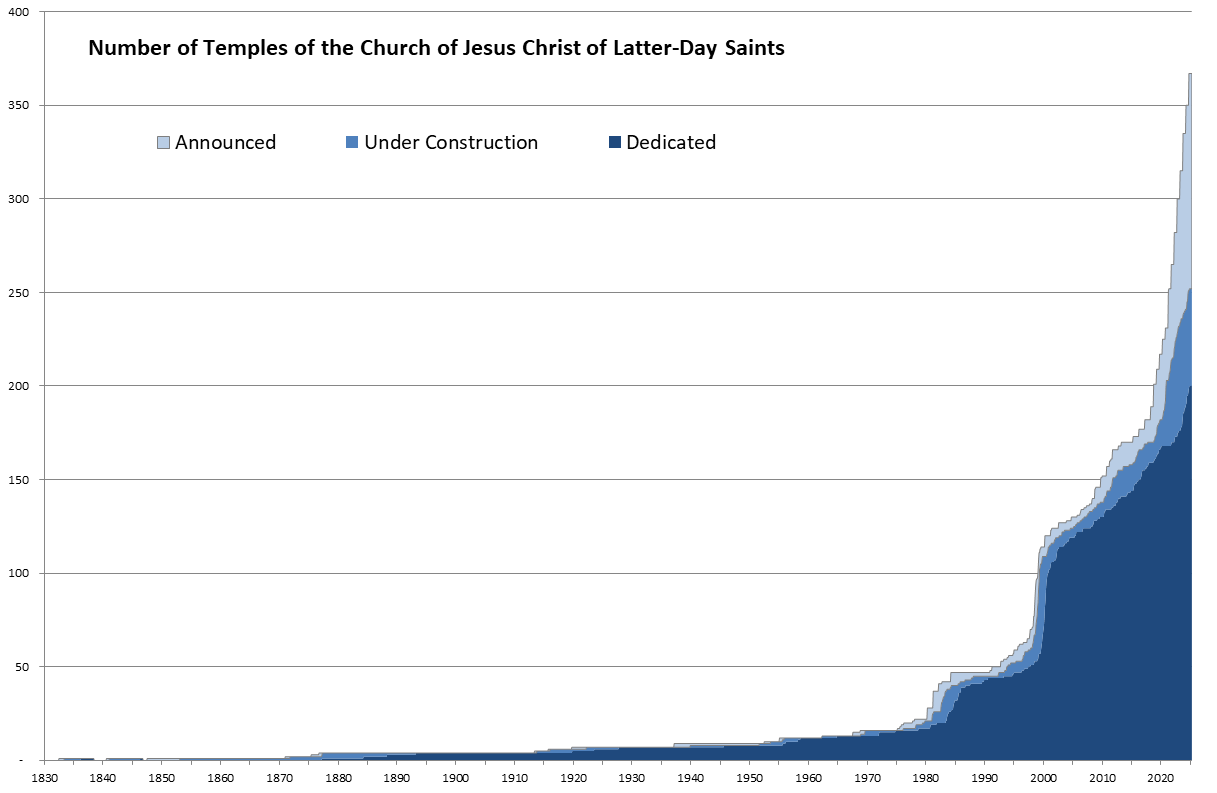
Die zunehmende Anzahl der Tempel, bis November 2024

Tempel der Kirche Jesu Christi der Heiligen der Letzten Tage sind Sakralbauten, die von der Kirche Jesu Christi der Heiligen der Letzten Tage betrieben werden. Sie unterscheiden sich in ihrer Nutzung deutlich von den normalen Gemeindehäusern dieser Kirche und sind bei weitem nicht so zahlreich. Die Kirche sieht diese Gebäude in der Tradition der Jerusalemer Tempel und als Teil der sogenannten „Wiederherstellung des vollständigen Evangeliums“.

## Bedeutung und Zweck des Tempels

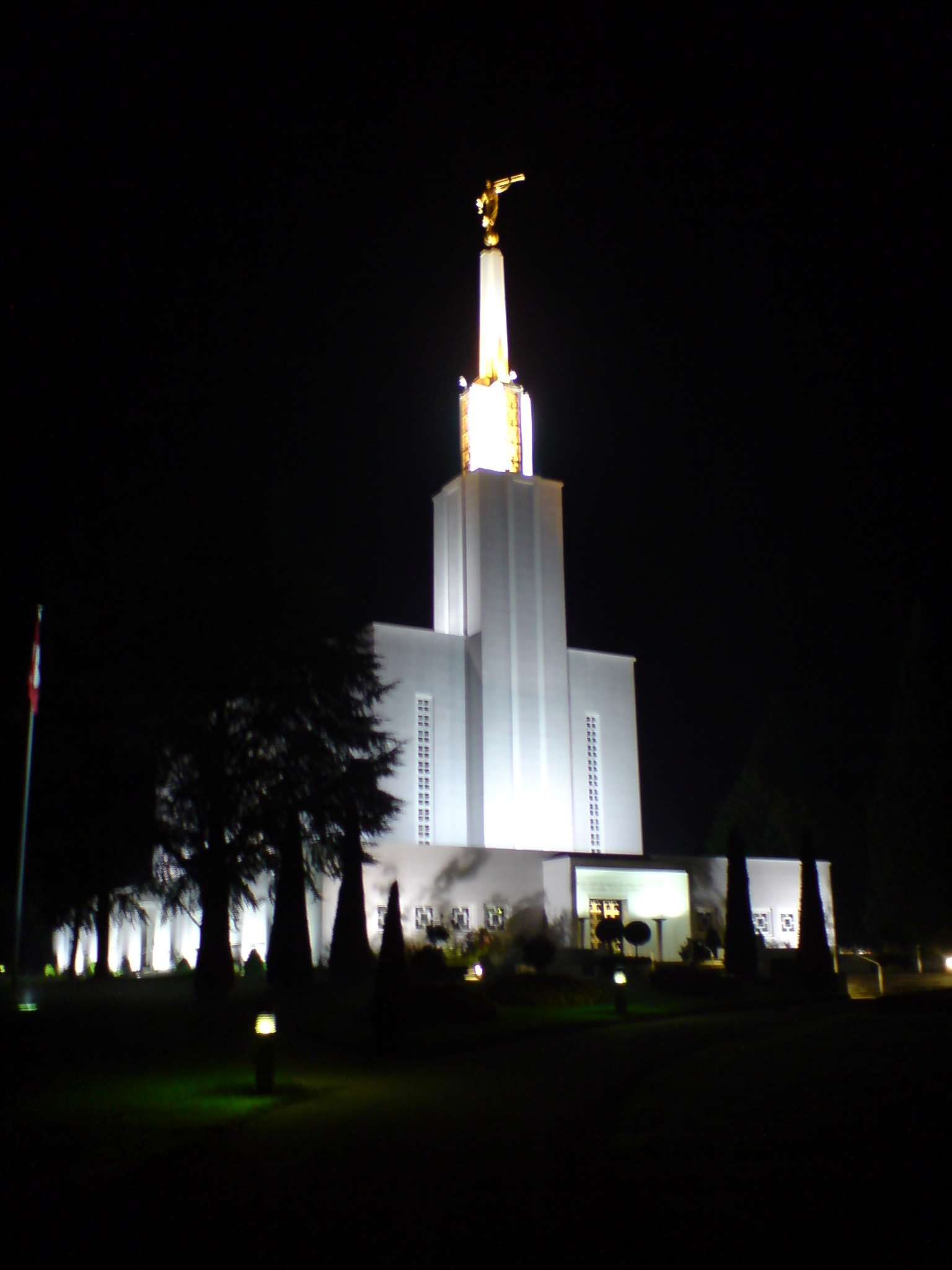
Bern-Tempel

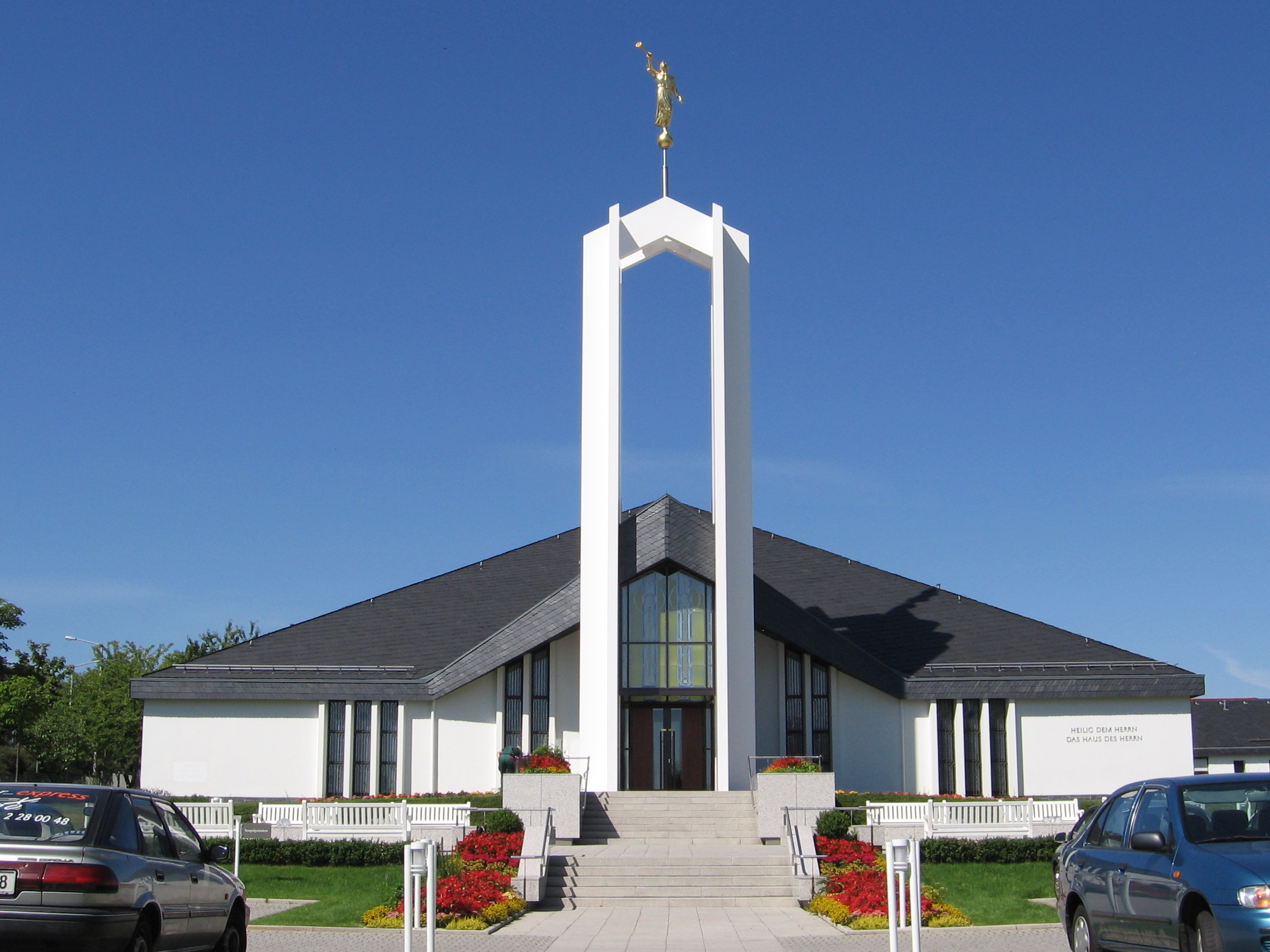
Freiberg-Tempel

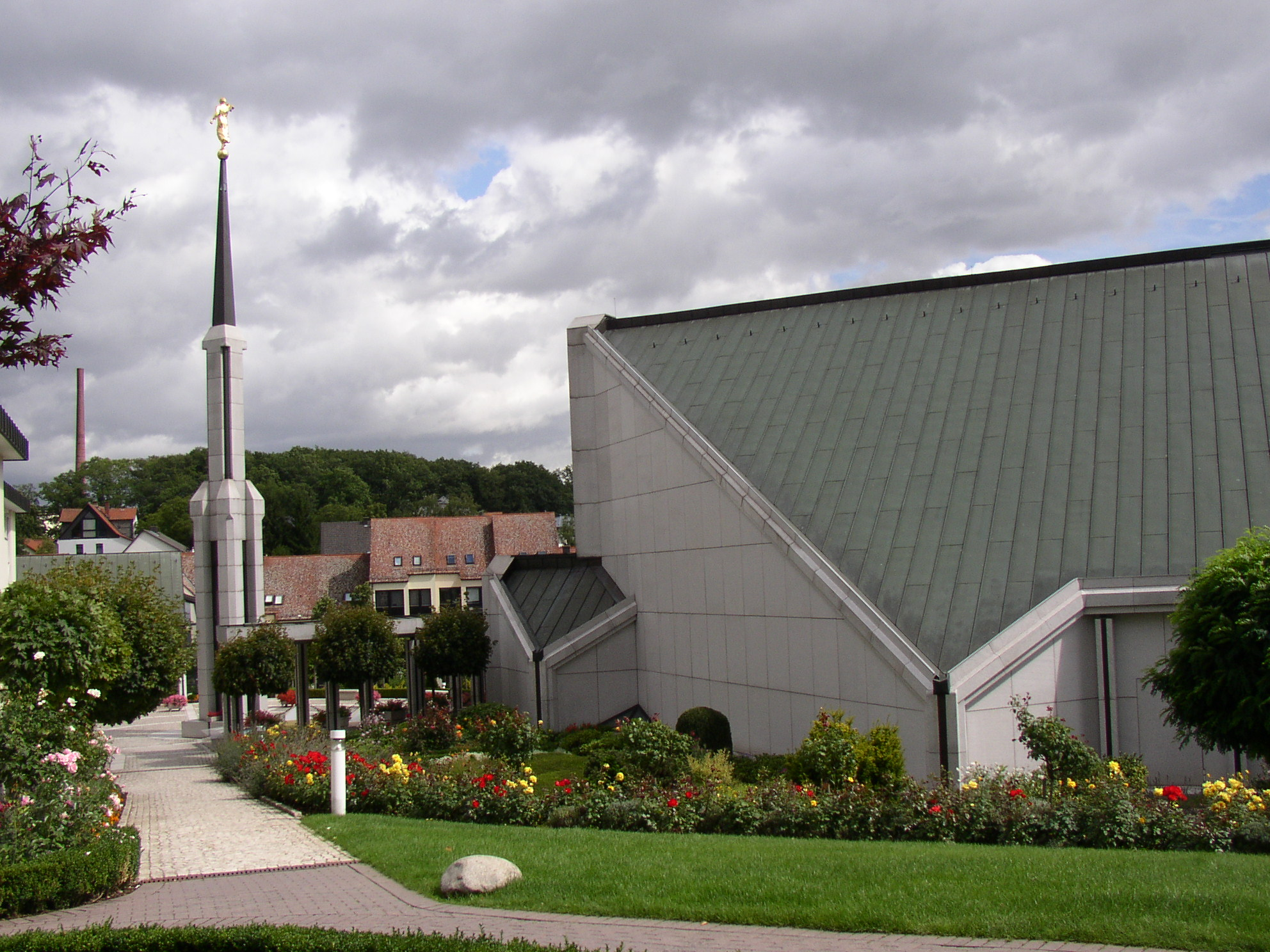
Frankfurt-Tempel

In der Kirche Jesu Christi der Heiligen der Letzten Tage dient der Tempel verschiedenen Zwecken. Auf jedem Tempel steht in der jeweiligen Landessprache „Das Haus des Herrn“ und „Heilig dem Herrn“. Oft ist auf der Turmspitze des Tempels eine Statue des Engels Moroni mit einer Posaune abgebildet, die für die Verkündung des Evangeliums in alle Welt steht (siehe Offb 14,6-7 ). Während des größten Teils der Geschichte dieser Kirche existierten nur relativ wenige Tempel (1980 waren es erst 19), aber seit etwa 1990 wurde der Bau stark forciert. Dabei ging man auch von der jeweils einzigartigen, teilweise durchaus extravaganten Architektur der älteren Tempel auf eine etwas sparsamere und stärker standardisierte Form über; viele der neueren Tempel sind auch deutlich kleiner als die älteren. Hierfür war der damalige Präsident Gordon B. Hinckley verantwortlich, der derzeit mehr Tempel bauen ließ und weihte als alle Präsidenten der Kirche vor ihm zusammen.
Tempel sind Orte, an denen würdige Mitglieder der Kirche heilige Handlungen für sich selbst oder stellvertretend für verstorbene Vorfahren empfangen können. Alle diese Handlungen haben einen direkten Bezug zum Leben nach dem Tod, wodurch sie sich von denen in der Gemeinde unterscheiden, die sich im Wesentlichen auf das diesseitige Leben beziehen, wozu beispielsweise die eigene Taufe, das Abendmahl, Grabweihung und Krankensegen gehören.
Nichtmitgliedern der Kirche und Kindern ist der Zutritt nur vor der Weihung des Tempels gestattet; auch erwachsene Mitglieder der Kirche benötigen ein Empfehlungsschreiben ihres Gemeindevorstehers (z. B. Bischof), welches regelmäßig erneuert werden muss, um Zutritt zu erlangen. Die genauen Details der Handlungen im Tempel werden als heilig betrachtet. Deshalb wird über sie außerhalb des Tempels nicht im Detail gesprochen. Allerdings haben diverse ausgetretene Mitglieder das Schweigen gebrochen, neben illegalen Besuchern mit gefälschter Identität (um Bücher über Tempelkulte zu veröffentlichen), sodass die Inhalte der Handlungen heute nicht mehr geheim sind.
Folgende heilige Handlungen werden im Tempel vollzogen:
- die Taufe für Verstorbene
- die Begabung, meistens Endowment genannt
- die Siegelung

Begabung und Siegelung können sowohl einmal im Leben im eigenen Namen als auch wiederholt stellvertretend für Verstorbene empfangen werden. Im Falle der Taufe findet nur die stellvertretende Taufe für Verstorbene im Tempel statt, die Taufe Lebender dagegen in heimischen Gemeindehäusern oder auch in einem See oder Fluss.
Diese heiligen Handlungen sind nach dem Glauben dieser Kirche eine notwendige Voraussetzung dafür, in das höchste der Reiche der Herrlichkeit, das celestiale Reich, eingehen zu können.
Während der Zeit von 1846 bis 1877, in der der Nauvoo-Tempel zerstört war und die neuen Tempel in Utah noch nicht fertiggestellt waren, wurden die Tempelzeremonien in einem sogenannten „Begabungshaus“ (Endowment House) in Salt Lake City durchgeführt.

### Endowment
Das Endowment, auch Begabung genannt, ist die Zeremonie, an der ein erwachsenes Kirchenmitglied bei seinem ersten Tempelbesuch im eigenen Namen teilnimmt, sofern es nicht ausschließlich um Siegelungen an die Vorfahren oder die Funktion des Täuflings geht. Dabei erleben die Teilnehmer auf symbolische Weise den Weg des Menschen, wie er nach dem Glauben der Kirche aussieht – aus dem vorirdischen Dasein in der Gegenwart Gottes in die Sterblichkeit, mit dem Sündenfall, der Erlösung durch Jesus Christus und schließlich die Heimkehr zum himmlischen Vater im celestialen Reich.
Diese Belehrungen werden durch einen Film oder durch den Wechsel der entsprechend ausgestatteten Räume unterstützt. Früher wurde das Endowment schauspielerisch dargestellt, wie es im Salt-Lake-Tempel – parallel zu Film-Sessionen – immer noch geschieht.
Kritiker und Theologen der Kirche beschreiben Teile des bis 1990 vollzogenen alten Endowments als umdeutende Übernahmen eines freimaurerischen Rituals, das der Kirchengründer Joseph Smith während seiner Mitgliedschaft in einer irregulären Freimaurerloge kennengelernt hatte. 1990 wurde der Wortlaut des Endowments etwas abgeändert und hat nun weniger Ähnlichkeiten mit freimaurerischen Gebräuchen. Es wurde unter anderem die früher enthaltene allegorische Andeutung einer Todesstrafe für den, der heilige Inhalte der Zeremonie preisgibt, gestrichen.

### Siegelung
Bei dieser Zeremonie werden Ehepartner und Familien nach der Lehre der Kirche für ewig aneinander gebunden. Kinder, die nach der Siegelung geboren werden, gelten als „im Bund geboren“ und müssen nicht extra an die Familie gesiegelt werden. In einigen Staaten, beispielsweise den USA, werden Siegelungen im Tempel vom Staat als Eheschließung anerkannt. In Deutschland und anderen Ländern muss eine staatliche Trauung durchgeführt werden. Wenn es nichtmormonische Verwandte und Bekannte gibt, die den Tempel nicht betreten und der eigentlichen Siegelung nicht beiwohnen dürfen, findet nach der Zeremonie meist noch eine Feierstunde außerhalb des Tempels statt.
Durch die Siegelung werden, nach dem Glauben der Heiligen der Letzten Tage, die Familienbande ewig, wirken also auch nach dem Tod fort. Dies gilt allerdings nur, wenn die Familienmitglieder rechtschaffen leben. Siehe auch Lehre und Bündnisse Abschnitt 132.

### Tempelunterwäsche
Im Rahmen des Endowments erhält man eine spezielle Unterwäsche, die in Erinnerung an die Tempelbündnisse immer zu tragen ist, außer in Situationen, in denen sinnvollerweise keine Unterwäsche getragen wird. Das Kleidungsstück wird innerhalb der Kirche in allen Sprachen mit dem englischen Wort „Garment“ bezeichnet, was übersetzt „Gewand“ bedeutet.
Diese ein- oder zweiteilige, weiße, mit Ärmeln und Beinansätzen versehene Unterwäsche ist von der Kirche mit gestickten Symbolen markiert, die den Träger an geleistete Gelübde erinnern sollen, deren Bedeutung – weil heilig – nicht außerhalb des Tempels diskutiert werden soll.
Mitglieder, die das Endowment erhalten haben, können die Tempelgewänder nur in speziellen Geschäften der Kirche in der Nähe vieler Tempel erwerben oder per Versand bestellen.

## Organisation der Tempelarbeit

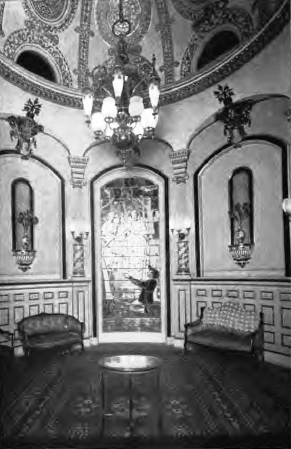
Das Allerheiligste im Salt-Lake-Tempel

Jeder Tempel wird von einem Tempelpräsidenten geleitet, dem zwei Ratgeber zur Seite stehen. Die Tempelpräsidentschaft verwaltet den Tempel und das zugehörige Grundstück sowie – wo vorhanden – die Herberge für Besucher. Sie organisiert die heiligen Handlungen des Tempels und weist männliche Neulinge bei ihrem ersten Tempelbesuch ein. Für weibliche Neulinge tut das die Ehefrau des Tempelpräsidenten als Tempeloberin bzw. die Ehefrau eines Ratgebers. Diese leitenden Personen werden für einige Jahre in dieses Amt berufen. Ein wesentlicher Teil der Leitung der geistlichen Arbeit im Tempel liegt in den Händen von Tempelmissionaren. Meist sind dies Ehepaare oder auch Alleinstehende im Rentenalter, die sich für üblicherweise 18 Monate verpflichten und in einem Zwei-Schichten-System arbeiten. Soweit noch zusätzlich Amtierende gebraucht werden, helfen aktuelle Besuchende oder sogenannte Tempelarbeiter, meist Ehepaare im Tempeldistrikt, die jeweils während der zugeteilten Tempelwochen ihres regionalen Pfahles dienen.

## Tempelarchitektur

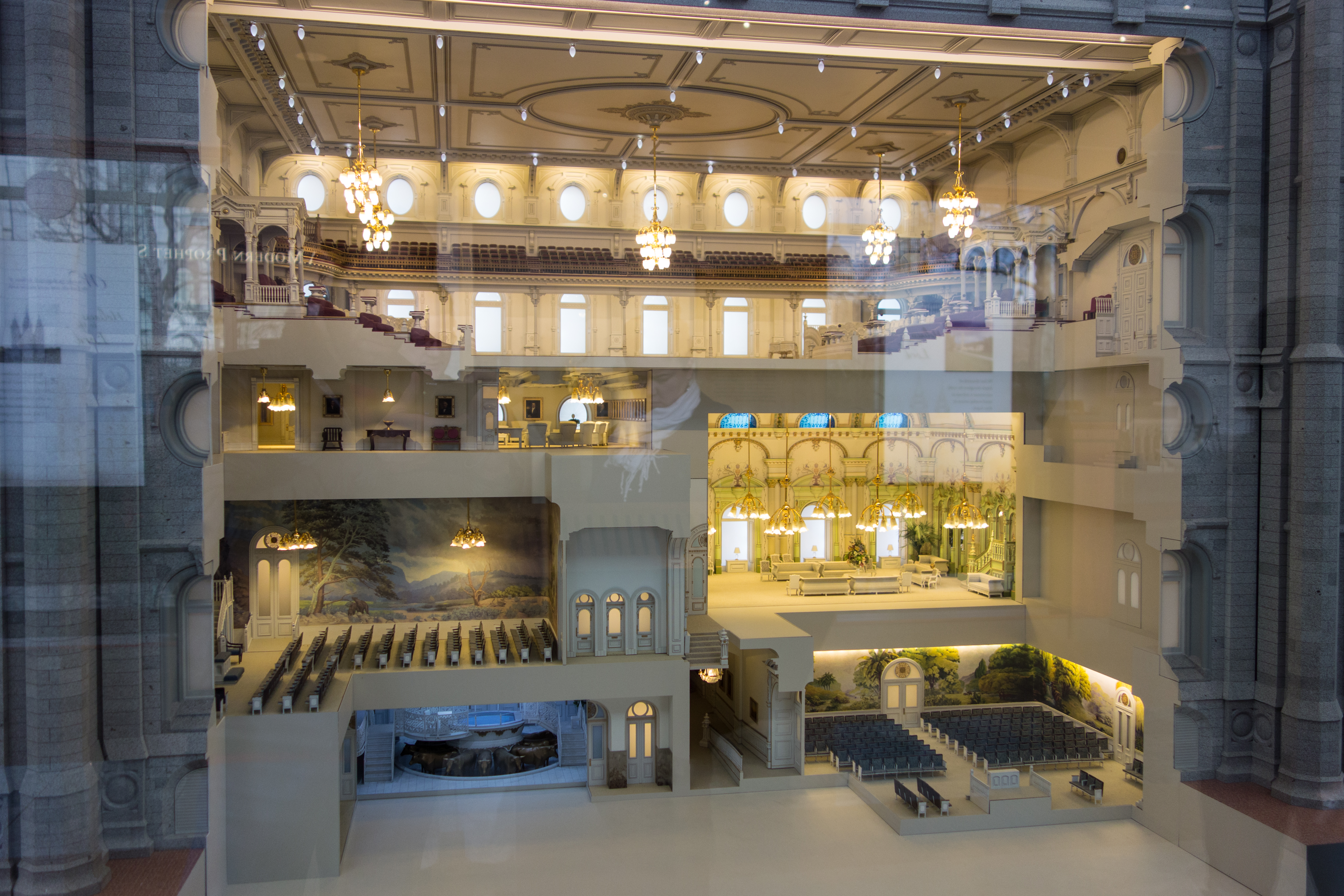
Ein Modell des inneren Aufbaus des Salt-Lake-Tempels.
Erdgeschoss: Links das Taufbecken, in der Mitte der große Gang, rechts der Garten-Eden-Raum.
1. Stock: Links der Weltenraum, rechts der celestiale Raum.
2. Stock: Konferenzräume für die Erste Präsidentschaft und die Zwölf Apostel.
3. Stock: die große Versammlungshalle.

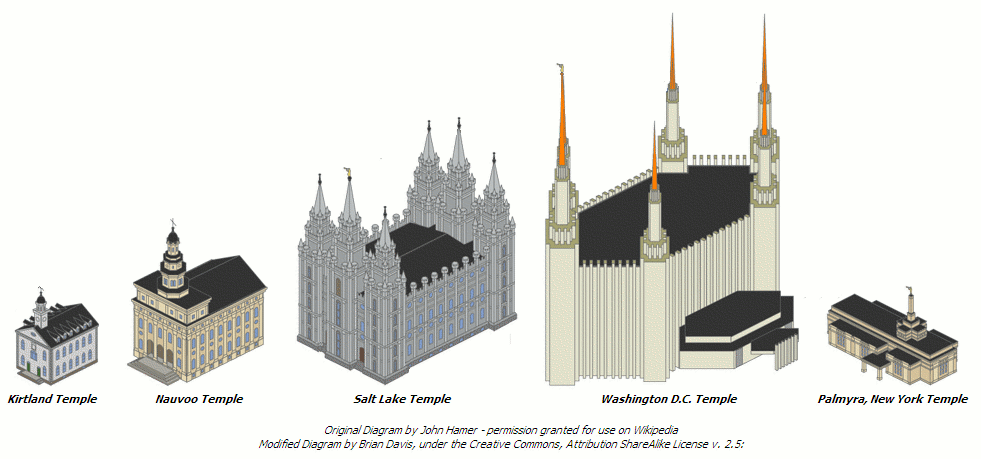
Vergleich einiger mormonischer Tempel.

Gewisse architektonische Elemente sind in allen Tempeln wegen des gleichen Zwecks zu finden, andere Elemente wurden im Lauf der Zeit abgewandelt oder sind je nach dem Kulturkreis, in dem der Tempel steht, unterschiedlich. In der Raumaufteilung steht der Salt-Lake-Tempel einzig da, da er spezielle Räume für die Beratungen der Ersten Präsidentschaft und des Kollegiums der Zwölf Apostel enthält, die in anderen Tempeln nicht zu finden sind.
Jeder Tempel trägt die Inschrift „Haus des Herrn“ (House of the Lord) und „Heilig dem Herrn“ (Holiness to the Lord) in der jeweiligen Landessprache.

### Empfangsbereich
Direkt hinter dem Eingang steht das Empfangspult. Hier wird geprüft, ob jeder Besucher einen gültigen Tempelschein besitzt. Bis hierher können Außenstehende kommen und erhalten auf Wunsch Antwort auf Fragen zum Tempel und zur Kirche, sofern kein Besucherzentrum angegliedert ist. Hinter und neben dem Empfangspult sind Sitzgelegenheiten verteilt. Von hier aus sind die übrigen Bereiche des Tempels zugänglich.

### Kapelle
Die Kapelle im Tempel liegt direkt neben dem Empfangsbereich. Sie ähnelt den für Abendmahlsversammlungen verwendeten Kapellen in den Gemeindehäusern und dient für vorbereitende Versammlungen und als andachtsvoller Ort zum Überbrücken von Wartezeiten.

### Taufbecken mit Umkleidebereich
In jedem Tempel gibt es ein Taufbecken, das auf dem Rücken von zwölf Rindern ruht, dem „kupfernen Meer“ im Tempel Salomons nachempfunden (siehe 1. Könige 7,25 ). Im Nahbereich des Taufbeckens gibt es nach Geschlechtern getrennte Umkleidekabinen, um zur weißen Taufkleidung zu wechseln. Genau wie bei Lebenden wird durch Untertauchen getauft. Meistens werden stellvertretende Konfirmierungen in einem separaten Nebenraum vollzogen.

### Umkleidebereich
An entgegengesetzten Seiten des Tempels gibt es je einen Raum für Männer und Frauen mit Umkleidekabinen und Spinden, um von normaler Kleidung (Sonntagskleidung ist erwünscht, aber nicht Bedingung für den Einlass) in weiße Tempelkleidung zu wechseln. In diesem Bereich gibt es Toiletten und Duschen.

### Bereich für Vorverordnungen
Direkt an den Umkleidebereich schließt sich jeweils ein Bereich an zum Vollzug der sogenannten Vorverordnungen. Hier finden symbolische Waschungen und Salbungen nach Geschlecht getrennt statt. In frühen Tempeln wurden die Waschungen noch real vollzogen. Daher enthielt dieser Bereich Badewannen. Heute werden die Waschungen nur symbolisch mit einem Tropfen Wasser aus einem kleinen Becken mit Wasserhahn vollzogen. Diese Räume können gekachelt sein und werden durch Vorhänge für die einzelnen Handlungen unterteilt.

### Räume für das Endowment
In heutigen Tempeln gibt es mehrere Endowment-Räume, die kleinen Kinosälen ähneln. Hier wird das Endowment filmisch dargestellt, das den Weg der Schöpfung und des Erlösungsplanes darstellt. Jeder Endowment-Raum ist mit einem Vorhang abgeschlossen, der die Trennung von Gottes Gegenwart darstellt. Hinter dem Vorhang besteht eine Verbindung zum celestialen Raum.
Moderne Tempel haben üblicherweise mehrere Endowment-Räume, einige wenige sogar sechs, die für die knapp zwei Stunden dauernde Zeremonie parallel genutzt werden. In älteren Tempeln gibt es mehrere Räume, durch die der Teilnehmer nacheinander geht, während einige Personen entsprechende Szenen darstellen. Die Wände dieser Räume sind mit Wandgemälden geschmückt, die zum Inhalt des jeweiligen Teils des Endowments passen. So gibt es einen Schöpfungsraum, einen Garten-Eden-Raum, einen telestialen Raum und einen terrestrialen Raum, letzterer ohne Gemälde. Fast alle Tempel sind mittlerweile auf filmische Darstellung umgerüstet. Im Salt-Lake-Tempel soll die alte Darstellungsweise vorläufig beibehalten werden.
In jedem dieser Räume steht ein Altar mit gepolsterter Kniebank nahe dem Vorhang zum celestialen Raum.

### Celestialer Raum
Der celestiale Raum stellt den Wohnort Gottes dar, wo man seine Gegenwart erwarten kann. Er liegt in der Mitte des Tempels und ist wie ein vornehmer Salon mit Sitzmöbeln und einem Kristalllüster ausgestattet.

### Siegelungsräume
Jeder Tempel hat mehrere Siegelungsräume, in denen Eheschließungen und Siegelungen von Kindern an ihre Eltern sowohl für Lebende als auch für Verstorben vollzogen werden. Er ist mit einem Altar mit rundum laufender gepolsterter Kniebank ausgestattet.

### Funktionsräume
Außerdem gibt es in jedem Tempel Büroräume für den Tempelpräsidenten und zur Verwaltung des Datenmaterials sowie Umkleide- und Aufenthaltsräume für das Personal. Für das Taufbecken ist eine Wasseraufbereitung nötig und Waschmaschinen zum Waschen der Taufwäsche und anderer Tempelkleidung. Zusätzlich sind nach Bedarf kleine Technikräume vorhanden zur Handhabung der Klimaanlage, der Übersetzungseinrichtungen usw.

### Symbole an und in Tempeln
- Engel Moroni: Auf den meisten Tempeln steht auf einer Turmspitze die vergoldete Darstellung eines Mannes in einem langen Gewand, der in eine Posaune bläst. Er stellt den auferstandenen Propheten Moroni dar, der Joseph Smith erschienen ist, um ihn zu belehren und ihm die Goldenen Platten zu zeigen, deren Übersetzung das Buch Mormon wurde. Die Mitglieder der Kirche glauben, dass der Engel, von dem in Offenbarung 10 die Rede ist, jener Moroni sei, der die Wiederherstellung verlorener Lehren und Vollmachten einleitete.[6] Dazu gehört auch die Lehre von den Tempelzeremonien und von der dazu nötigen Vollmacht.
- Die Reiche der Herrlichkeit: An oder vor jedem Tempel sind in einer, manchmal sehr abstrahierten, Form Sonne, Mond und Sterne als Symbole der Reiche der Herrlichkeit dargestellt.
- Türme: Nicht alle Tempel haben Türme. Ein Turm alleine bedeutet das Streben hin zu Gott. Der Salt-Lake-Tempel und einige andere haben sechs Türme unterschiedlicher Höhe. Sie stellen Ämter im Priestertum dar.
- Anordnung des Taufbeckens: In den frühen Tempeln war das Taufbecken genau unter dem celestialen Raum, um anzudeuten, dass der Weg zur Gegenwart Gottes durch die Taufe führt. In neueren Tempeln gibt es manchmal eine Sichtverbindung zwischen Taufraum und celestialem Raum, um diese Verbindung anzudeuten. Die Anordnung ist aber nicht zwingend und wird oft aus praktischen Gründen verlassen.
- Baum des Lebens: In einigen Tempeln ist der Baum des Lebens dargestellt, wie er im Buch Mormon beschrieben ist, oft als Buntglasfenster, das sich über mehrere Stockwerke erstreckt.[7]
- Spiegel: In den Siegelungsräumen sind an zwei gegenüberliegenden Wänden Spiegel angebracht. Die endlosen Reflexionen stellen die Ewigkeit und damit die ewige Bedeutung einer Ehesiegelung dar.

## Chronologische Liste der Tempel
(mit Weihungsdatum)

### Frühe Tempel
1. Kirtland-Tempel (27. März 1836, längere Zeit im Besitz der Gemeinschaft Christi, seit 5. März 2024 wieder im Eigentum der Kirche)
2. Nauvoo-Tempel (30. April 1846; abgebrannt und im Juni 2002 als Neubau nach alter Vorlage neu geweiht; siehe Nr. 113)

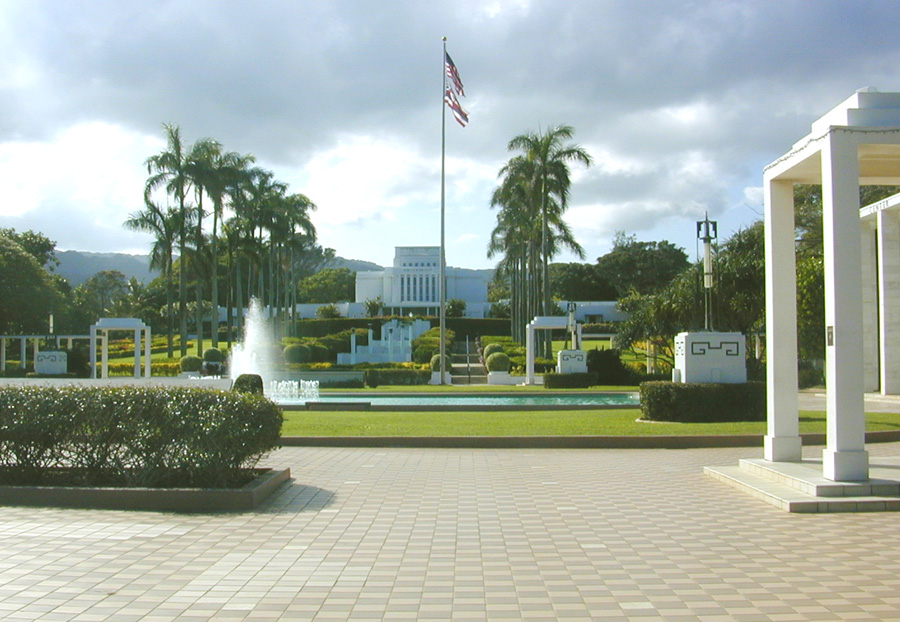
Der Laie-Hawaii-Tempel ist der fünfte der noch bestehenden Tempel

### Tempel, die bis heute bestehen
1. St.-George-Utah-Tempel in den USA (6. April 1877)
2. Logan-Utah-Tempel in den USA (17. Mai 1884)
3. Manti-Utah-Tempel in den USA (21. Mai 1888)
4. Salt-Lake-Tempel in den USA (6. April 1893)
5. Laie-Hawaii-Tempel in den USA (27. November 1919)
6. Cardston-Alberta-Tempel in Kanada (26. August 1923)
7. Mesa-Arizona-Tempel in den USA (27. Oktober 1927)
8. Idaho-Falls-Idaho-Tempel in den USA (23. September 1945)
9. Bern-Tempel in der Schweiz (11. September 1955)
10. Los-Angeles-Kalifornien-Tempel in den USA (11. März 1956)
11. Hamilton-Tempel in Neuseeland (20. April 1958)
12. London-Tempel in Großbritannien (7. September 1958)
13. Oakland-Kalifornien-Tempel in den USA (18. November 1964)
14. Ogden-Utah-Tempel in den USA (18. Januar 1972)
15. Provo-Utah-Tempel in den USA (9. Februar 1972)
16. Washington-D.C.-Tempel in den USA (19. November 1974)
17. São-Paulo-Tempel in Brasilien (30. Oktober 1978)
18. Tokio-Tempel in Japan (27. Oktober 1980)
19. Seattle-Washington-Tempel in den USA (17. November 1980)
20. Jordan-River-Utah-Tempel in den USA (16. November 1981)
21. Atlanta-Georgia-Tempel in den USA (1. Juni 1983)
22. Apia-Tempel in Samoa (5. August 1983)
23. Nukualofa-Tempel in Tonga (9. August 1983)
24. Santiago-Tempel in Chile (15. September 1983)
25. Papeete-Tempel in Tahiti (27. Oktober 1983)
26. Mexiko-Stadt-Tempel in Mexiko (2. Dezember 1983)
27. Boise-Idaho-Tempel in den USA (25. Mai 1984)
28. Sydney-Tempel in Australien (20. September 1984)
29. Manila-Tempel in den Philippinen (25. September 1984)
30. Dallas-Texas-Tempel in den USA (19. Oktober 1984)
31. Taipeh-Tempel in Taiwan (17. November 1984)
32. Guatemala-Stadt-Tempel in Guatemala (14. Dezember 1984)
33. Freiberg-Tempel in Deutschland (29. Juni 1985, damals DDR)
34. Stockholm-Tempel in Schweden (2. Juli 1985)
35. Chicago-Illinois-Tempel in den USA (9. August 1985)
36. Johannesburg-Tempel in Südafrika (24. August 1985)
37. Seoul-Tempel in Südkorea (14. Dezember 1985)
38. Lima-Tempel in Peru (10. Januar 1986)
39. Buenos-Aires-Tempel in Argentinien (17. Januar 1986)
40. Denver-Colorado-Tempel in den USA (24. Oktober 1986)
41. Frankfurt-Tempel in Deutschland (28. August 1987)
42. Portland-Oregon-Tempel in den USA (19. August 1989)
43. Las-Vegas-Nevada-Tempel in den USA (16. Dezember 1989)
44. Toronto-Ontario-Tempel in Kanada (25. August 1990)
45. San-Diego-Kalifornien-Tempel in USA (25. April 1993)
46. Orlando-Florida-Tempel in den USA (9. Oktober 1994)
47. Bountiful-Utah-Tempel in den USA (8. Januar 1995)
48. Hong-Kong-Tempel in China (26. Mai 1996, damals noch britische Kronkolonie)
49. Mount-Timpanogos-Utah-Tempel in den USA (13. Oktober 1996)
50. St.-Louis-Missouri-Tempel in den USA (21. Juni 1997)
51. Vernal-Utah-Tempel in den USA (2. November 1997)
52. Preston-Tempel in Großbritannien (7. Juni 1998)
53. Monticello-Utah-Tempel in den USA (26. Juli 1998)
54. Anchorage-Alaska-Tempel in den USA (9. Januar 1999)
55. Colonia-Juárez-Chihuahua-Tempel in Mexiko (6. März 1999)
56. Madrid-Tempel in Spanien (19. März 1999)
57. Bogotá-Tempel in Kolumbien (24. April 1999)
58. Guayaquil-Tempel in Ecuador (31. Juli 1999)
59. Spokane-Washington-Tempel in den USA (21. August 1999)
60. Columbus-Ohio-Tempel in den USA (4. September 1999)
61. Bismarck-North-Dakota-Tempel in den USA (19. September 1999)
62. Columbia-South-Carolina-Tempel in den USA (16. Oktober 1999)
63. Detroit-Michigan-Tempel in den USA (23. Oktober 1999)
64. Halifax-Neuschottland-Tempel in Kanada (14. November 1999)
65. Regina-Saskatchewan-Tempel in Kanada (14. November 1999)
66. Billings-Montana-Tempel in den USA (20. November 1999)
67. Edmonton-Alberta-Tempel in Kanada (11. Dezember 1999)
68. Raleigh-North-Carolina-Tempel in den USA (18. Dezember 1999)
69. St.-Paul-Tempel in den USA (9. Januar 2000)
70. Kona-Hawaii-Tempel in den USA (23. Januar 2000)
71. Ciudad-Juárez-Tempel in Mexiko (26. Februar 2000)
72. Hermosillo-Sonora-Tempel in Mexiko (27. Februar 2000)
73. Albuquerque-New-Mexico-Tempel in den USA (5. März 2000)
74. Oaxaca-Tempel in Mexiko (11. März 2000)
75. Tuxtla-Gutiérrez-Tempel in Mexiko (12. März 2000)
76. Louisville-Kentucky-Tempel in den USA (19. März 2000)
77. Palmyra-New-York-Tempel in den USA (6. April 2000)
78. Fresno-Kalifornien-Tempel in den USA (9. April 2000)
79. Medford-Oregon-Tempel in den USA (16. April 2000)
80. Memphis-Tennessee-Tempel in den USA (23. April 2000)
81. Reno-Nevada-Tempel in den USA (23. April 2000)
82. Cochabamba-Tempel in Bolivien (30. April 2000)
83. Tampico-Tempel in Mexiko (20. Mai 2000)
84. Nashville-Tennessee-Tempel in den USA (21. Mai 2000)
85. Villahermosa-Tabasco-Tempel in Mexiko (21. Mai 2000)
86. Montreal-Quebec-Tempel in Kanada (4. Juni 2000)
87. San-José-Tempel in Costa Rica (4. Juni 2000)
88. Fukuoka-Tempel in Japan (11. Juni 2000)
89. Adelaide-Tempel in Australien (15. Juni 2000)
90. Melbourne-Tempel in Australien (16. Juni 2000)
91. Suva-Tempel in Fidschi (18. Juni 2000)
92. Mérida-Yucatán-Tempel in Mexiko (8. Juli 2000)
93. Veracruz-Tempel in Mexiko (9. Juli 2000)
94. Baton-Rouge-Louisiana Tempel in den USA (16. Juli 2000)
95. Oklahoma-City-Oklahoma Tempel in den USA (30. Juli 2000)
96. Caracas-Tempel in Venezuela (20. August 2000)
97. Houston-Texas-Tempel in den USA (26. August 2000)
98. Birmingham-Alabama-Tempel in den USA (3. September 2000)
99. Santo-Domingo-Tempel in der Dominikanischen Republik (17. September 2000)
100. Boston-Massachusetts-Tempel in den USA (1. Oktober 2000)
101. Recife-Tempel in Brasilien (15. Dezember 2000)
102. Porto-Alegre-Tempel in Brasilien (17. Dezember 2000)
103. Montevideo-Tempel in Uruguay (18. März 2001)
104. Winter-Quarters-Nebraska-Tempel in USA (22. April 2001)
105. Guadalajara-Tempel in Mexiko (29. April 2001)
106. Perth-Tempel in Australien (20. Mai 2001)
107. Columbia-River-Washington-Tempel in USA (18. November 2001)
108. Snowflake-Arizona-Tempel in den USA (3. März 2002)
109. Lubbock-Texas-Tempel in den USA (21. April 2002)
110. Monterrey-Tempel in Mexiko (28. April 2008)
111. Campinas-Tempel in Brasilien (17. Mai 2002)
112. Asunción-Tempel in Paraguay (19. Mai 2002)
113. Nauvoo-Illinois-Tempel in den USA (27. Juni 2002, Wiedererrichtung)
114. Den-Haag-Tempel in den Niederlanden (8. September 2002)
115. Brisbane-Tempel in Australien (15. Juni 2003)
116. Redlands-Kalifornien-Tempel in den USA (14. September 2003)
117. Accra-Tempel in Ghana (11. Januar 2004)
118. Kopenhagen-Tempel in Dänemark (23. Mai 2004)
119. Manhattan-New-York-Tempel in den USA (13. Juni 2004)
120. San-Antonio-Texas-Tempel in den USA (22. Mai 2005)
121. Aba-Tempel in Nigeria (7. August 2005)
122. Newport-Beach-Kalifornien-Tempel in den USA (28. August 2005)
123. Sacramento-Kalifornien-Tempel in den USA (3. September 2006)
124. Helsinki-Tempel in Finnland (22. Oktober 2006)
125. Rexburg-Idaho-Tempel in den USA (10. Februar 2008)
126. Curitiba-Tempel in Brasilien (1. Juni 2008)
127. Panama-Stadt-Tempel in Panama (10. August 2008)
128. Twin Falls-Idaho-Tempel in den USA (24. August 2008)
129. Draper-Utah-Tempel in den USA (20. März 2009)
130. Oquirrh Mountain-Utah-Tempel in den USA (21. August 2009)
131. Vancouver British Columbia-Tempel in Kanada (2. Mai 2010)
132. Gila Valley-Arizona-Tempel in den USA (23. Mai 2010)
133. Cebu-Tempel auf den Philippinen (13. Juni 2010)
134. Kiew-Tempel in der Ukraine (29. August 2010)
135. San Salvador-Tempel in El Salvador (21. August 2011)
136. Quetzaltenango-Tempel in Guatemala (11. Dezember 2011)
137. Kansas City-Missouri-Tempel in den USA (6. Mai 2012)
138. Manaus-Tempel in Brasilien (10. Juni 2012)[9]
139. Brigham City-Utah-Tempel in den USA (23. September 2012)[10]
140. Calgary-Alberta-Tempel in den Kanada (28. Oktober 2012)[11]
141. Tegucigalpa-Tempel in Honduras (17. März 2013)[12]
142. Gilbert-Arizona-Tempel in den USA (2. März 2014)[13]
143. Fort Lauderdale-Florida-Tempel in  den USA (4. Mai 2014)
144. Phoenix-Arizona-Tempel in den USA (16. November 2014)[14]
145. Córdoba-Tempel in Argentinien (17. Mai 2015)[15]
146. Payson-Utah-Tempel in den USA (7. Juni 2015)[16]
147. Trujillo-Tempel in Peru (21. Juni 2015)[17]
148. Indianapolis-Indiana-Tempel in USA (23. August 2015)[18]
149. Tijuana-Tempel in Mexiko (13. Dezember 2015)[19]
150. Provo City Center Tempel in den USA (20. März 2016)[20]
151. Sapporo-Japan-Tempel in Japan (21. August 2016)[21]
152. Philadelphia-Pennsylvania-Tempel in USA (18. September 2016)[22]
153. Fort-Collins-Colorado-Tempel in den USA (16. Oktober 2016)[23]
154. Star-Valley-Wyoming-Tempel in den USA (30. Oktober 2016)[24]
155. Hartford-Connecticut-Tempel in den USA (20. November 2016)[25]
156. Paris-Frankreich-Tempel in Frankreich (21. Mai 2017)[26]
157. Tucson-Arizona-Tempel in den USA (13. August 2017)[27]
158. Meridian-Idaho-Tempel in den USA (19. November 2017)[28]
159. Cedar-City-Utah-Tempel in den USA (10. Dezember 2017)[29]
160. Concepcion-Chile-Tempel in Chile (28. Oktober 2018)[30]
161. Barranquilla-Kolumbien-Tempel in Kolumbien (9. Dezember 2018)[31]
162. Rom-Tempel in Italien (10. März 2019)[32]
163. Kinshasa-Kongo-Tempel in der Demokratischen Republik Kongo (14. April 2019)[33]
164. Lissabon-Tempel in Portugal (15. September 2019)[34]
165. Arequipa-Peru-Tempel in Peru (15. Dezember 2019)[35]
166. Durban-Tempel-in Südafrika (16. Februar 2020)[36]

### Geplante oder im Bau befindliche Tempel
Mit dem Datum der öffentlichen Ankündigung des Baubeschlusses
1. Fortaleza, Brasilien 3. Oktober 2009[37]
2. Urdaneta, Philippinen 2. Oktober 2010
3. Winnipeg, Manitoba, Kanada 2. April 2011
4. Rio de Janeiro, Brasilien 6. April 2013
5. Port-au-Prince, Haiti 5. April 2015
6. Abidjan, Elfenbeinküste 5. April 2015
7. Bangkok, Thailand 5. April 2015[38]
8. Mendoza, Argentinien 7. Oktober 2018[39]
9. Salvador, Brasilien 7. Oktober 2018
10. Yuba City, Kalifornien, USA 7. Oktober 2018
11. Phnom Penh, Kambodscha 7. Oktober 2018
12. Praia, Kap Verde 7. Oktober 2018
13. Yigo, Guam 7. Oktober 2018
14. Puebla, Mexiko 7. Oktober 2018
15. Auckland, Neuseeland 7. Oktober 2018
16. Lagos, Nigeria 7. Oktober 2018
17. Davao, Philippinen 7. Oktober 2018
18. San Juan, Puerto Rico 7. Oktober 2018
19. Washington County, Utah, USA 7. Oktober 2018
20. Oslo, Norwegen 4. April 2021[40]
21. Brüssel, Belgien 4. April 2021
22. Wien, Österreich 4. April 2021
23. Kumasi, Ghana 4. April 2021
24. Beira, Mosambik 4. April 2021
25. Kapstadt, Südafrika 4. April 2021
26. Singapur, Republik Singapur 4. April 2021
27. Belo Horizonte, Brasilien 4. April 2021
28. Cali, Kolumbien 4. April 2021
29. Querétaro, Mexiko 4. April 2021
30. Torreón, Mexiko 4. April 2021
31. Helena, Montana, USA 4. April 2021
32. Casper, Wyoming, USA 4. April 2021
33. Grand Junction, Colorado, USA 4. April 2021
34. Farmington, New Mexico, USA 4. April 2021
35. Burley, Idaho, USA 4. April 2021
36. Eugene, Oregon, USA 4. April 2021
37. Elko, Nevada, USA 4. April 2021
38. Yorba Linda, California, USA 4. April 2021
39. Smithfield, Utah, USA 4. April 2021